# 常盤町 (浜松市)
常盤町（ときわちょう）は静岡県浜松市中央区の町名。丁番を持たない単独町名である。住居表示未実施。

## 地理
浜松市中央区の中心部、アクト地区の西部に位置する。東で早馬町及び中央一丁目、西で尾張町、南で田町、北で北田町、元浜町及び八幡町と接する。

### 河川
- 新川

### 学区
小学校・中学校の学区は以下の通りである。
- 浜松市立中部小学校（浜松中部学園）（新川以西のエリア）
- 浜松市立東小学校（新川以東のエリア）
- 浜松市立中部中学校（浜松中部学園）（新川以西のエリア）
- 浜松市立八幡中学校（新川以東のエリア）

## 歴史
現在の常盤町は江戸時代の浜松城下における武家屋敷があった地域で、明治15年に分器・早馬・舟蔵・百軒が合併して浜松常盤町となった。なお、早馬は無役町の早馬町とは異なる。

### 沿革
- 1882年（明治15年） - 分器・早馬・舟蔵・百軒が合併し、敷知郡浜松常盤町となる。
- 1889年（明治22年）4月1日 - 町村制の施行により、浜松常盤町が周辺の町村と合併して敷知郡浜松町となる[WEB 8]。旧町名は浜松町の大字として残る[書籍 1]。
- 1896年（明治29年）4月1日 - 郡制の施行により、浜松町の所属郡が浜名郡に変更となる。
- 1911年（明治44年）7月1日 – 浜松町が市制施行して浜松市となる。
- 1925年（大正14年）5月1日 -  地籍整理により、大字常盤から常盤町に町名変更を実施。また、大字田、大字早馬及び大字八幡の各一部を編入。さらに、一部を東田町、田町、早馬町及び八幡町にそれぞれ分割[書籍 2]。
- 2006年（平成18年）3月1日 - 八幡町・常盤町・東田町・早馬町・板屋町・野口町・馬込町の各一部を合わせて中央一丁目が成立[WEB 9]。
- 2007年（平成19年）4月1日 - 浜松市が政令指定都市となる。常盤町は中区の一部となる。
- 2020年（令和2年）1月1日 - 地区名を「東地区」から「アクト地区」に変更[WEB 10]。
- 2024年（令和6年）1月1日 - 浜松市の行政区再編により、常盤町は中央区の一部となる。

## 施設
- 学校法人日本文教学園日本文教幼稚園
- 静岡県警察浜松中央警察署新川交番
- 商工組合中央金庫浜松支店
- 静岡エフエム放送（K-MIX）本社
- 日本デジコム 本社
- マックスバリュエクスプレス浜松常盤町店
- ENEOS Dr.Driveセルフ浜松SS（遠州日石が運営）

## 交通

### バス
- 遠鉄バス48和合西山線：（浜松駅 方面 - ）常盤町（ - 西山 方面）

## その他

### 警察
警察の管轄区域は以下の通りである。
| 番・番地等 | 警察署         | 交番・駐在所 |
| ---------- | -------------- | ------------ |
| 全域       | 浜松中央警察署 | 新川交番     |

### 消防署
消防の管轄区域は以下の通りである。
| 番・番地等 | 消防署   | 本署/出張所 |
| ---------- | -------- | ----------- |
| 全域       | 中消防署 | 相生出張所  |

### 書籍
1. ↑  『浜松市史 三』浜松市役所、1980年3月26日、177頁。
2. ↑  『浜松市史 三』浜松市役所、1980年3月26日、355,356頁。

### WEB
1. ↑  “h02_22.csv”.   総務省 (2022年2月10日). 2024年10月3日閲覧。
2. ↑  “chuouku_menseki.xlsx”.   浜松市 (2024年3月12日). 2024年10月3日閲覧。
3. ↑  “静岡県 浜松市中央区 常盤町の郵便番号 - 日本郵便”.   日本郵便. 2025年2月15日閲覧。
4. ↑  “市外局番の一覧”.   総務省 (2022年3月1日). 2024年6月17日閲覧。
5. ↑  “事業所案内及び管轄地域（事務所3件、分室3件）”.   一般社団法人静岡県自動車会議所. 2024年6月17日閲覧。
6. ↑  “住居表示実施状況／浜松市”.   浜松市 (2024年1月4日). 2024年6月17日閲覧。
7. ↑  “学校名から探す／浜松市”.   浜松市 (2024年1月1日). 2024年10月16日閲覧。
8. ↑  “historyofcities.pdf”.   静岡県総務部合併推進室・財団法人静岡県市町村振興協会. 2024年10月17日閲覧。
9. ↑  “zissizennzi.pdf”.   浜松市 (2024年1月4日). 2024年6月17日閲覧。
10. ↑  “setaisu-jinkousu_area_r02-01.pdf”.   浜松市 (2020年1月1日). 2024年6月17日閲覧。
11. ↑  “新川交番｜静岡県警察”.   静岡県警察 (2024年1月1日). 2024年6月17日閲覧。
12. ↑  “消防署の町別管轄「と」／浜松市”.   浜松市 (2024年3月21日). 2024年6月17日閲覧。